# رضابک آیتموخان
رضابک آیتموخان (به قزاقی: Ризабек Айтмұхан،  زادهٔ ۱ ژوئن ۱۹۹۹) یک کشتی‌گیر آزادکار اهل کشور قزاقستان است.
از افتخارات وی می‌توان به کسب مدال طلا مسابقات قهرمانی کشتی جهان ۲۰۲۳ اشاره کرد.

## فعالیت حرفه‌ای

### قهرمانی کشتی جهان ۲۰۲۳
آیتموخان در وزن ۹۲ کیلوگرم کشتی آزاد قهرمانی کشتی جهان ۲۰۲۳ بلگراد شرکت کرد، او در این مسابقات بالاز جوهاس از مجارستان، فیض‌الله آکتورک از ترکیه و میریانی مایسورادزه از گرجستان را شکست داد و به فینال رسید. وی در فینال عثمان نورماگمدوف از آذربایجان را شکست داد و مدال طلا را بدست آورد.